# Associazione Calcio Femminile Brescia Femminile 2013-2014
Questa voce raccoglie le informazioni riguardanti l'Associazione Calcio Femminile Brescia Femminile Associazione Sportiva Dilettantistica nelle competizioni ufficiali della stagione 2013-2014.

## Organigramma societario
Staff dirigenziale
- Presidente: Giuseppe Cesari

Area tecnica
- Allenatore: Milena Bertolini
- Vice allenatore: Alessandro Mondini

## Rosa
Rosa, numerazione e ruoli, tratti dal sito ufficiale
| N. |                   | Ruolo | Calciatrice              |
| -- | ----------------- | ----- | ------------------------ |
| 1  | Italia (bandiera) | P     | Chiara Marchitelli       |
| 2  | Italia (bandiera) | C     | Giulia Nasuti            |
| 3  | Italia (bandiera) | D     | Roberta D'Adda           |
| 4  | Italia (bandiera) | D     | Elisa Zizioli (capitano) |
| 5  | Italia (bandiera) | D     | Elena Linari             |
| 6  | Italia (bandiera) | C     | Martina Rosucci          |
| 7  | Italia (bandiera) | C     | Valentina Cernoia        |
| 8  | Italia (bandiera) | C     | Lisa Alborghetti         |
| 9  | Italia (bandiera) | A     | Daniela Sabatino         |
| 10 | Italia (bandiera) | A     | Cristiana Girelli        |
| 11 | Italia (bandiera) | A     | Barbara Bonansea         |

| N. |                    | Ruolo | Calciatrice        |
| -- | ------------------ | ----- | ------------------ |
| 12 | Italia (bandiera)  | P     | Giulia Meleddu     |
| 13 | Italia (bandiera)  | D     | Stefania Zanoletti |
| 15 | Italia (bandiera)  | C     | Fabiana Costi      |
| 14 | Italia (bandiera)  | C     | Eleonora Prost     |
| 16 | Italia (bandiera)  | A     | Stefania Tarenzi   |
| 17 | Italia (bandiera)  | A     | Chiara Massussi    |
| 18 | Italia (bandiera)  | A     | Beatrice Piovani   |
|    | Romania (bandiera) | P     | Camelia Ceasar     |
|    | Italia (bandiera)  | D     | Chiara Baroni      |
|    | Italia (bandiera)  | D     | Valentina Pedretti |
|    | Italia (bandiera)  | C     | Elisa Mele         |

## Calciomercato

### Sessione estiva
| Acquisti | Acquisti           | Acquisti         | Acquisti   |
| R.       | Nome               | da               | Modalità   |
| -------- | ------------------ | ---------------- | ---------- |
| P        | Camelia Ceasar     | Torino           | svincolata |
| P        | Chiara Marchitelli | Tavagnacco       | svincolata |
| D        | Elena Linari       | Firenze          | svincolata |
| C        | Giulia Nasuti      | Mozzanica        | svincolata |
| A        | Cristiana Girelli  | Bardolino Verona | svincolata |
| A        | Stefania Tarenzi   | Mozzanica        | svincolata |

| Cessioni | Cessioni         | Cessioni            | Cessioni   |
| R.       | Nome             | a                   | Modalità   |
| -------- | ---------------- | ------------------- | ---------- |
| P        | Sara Penzo       | Tavagnacco          | svincolata |
| D        | Sara Gama        | Paris Saint-Germain | svincolata |
| D        | Viviana Schiavi  | Mozzanica           | svincolata |
| C        | Mara Assoni      | Franciacorta        | prestito   |
| C        | Veronique Brayda | Mozzanica           | svincolata |
| C        | Marcella Gozzi   | Riviera di Romagna  | svincolata |
| A        | Valentina Boni   | Valpolicella        | svincolata |

## Risultati

### Serie A

#### Girone di andata
| Arbitro: | Matteo Paggiola (Legnago) |

|                                 |           |            |
| Alborghetti 3’ Rosucci 10’, 18’ | Marcatori | 17’ Pirone |

| Arbitro: | Mario Davide Arace (Lugo) |

|  |           |                                          |
|  | Marcatori | 79’ Rosucci 51’, 70’ Girelli 88’ Zizioli |

| Arbitro: | Mattia Dal Pan (Belluno) |

|             |           |                                                  |
| Sabatino 8’ | Marcatori | 25’, 61’ Parisi 72’ Camporese 82’ (rig.) Brumana |

| Arbitro: | Mohamed El Hadi (Rovereto) |

|           |           |                                   |
| Mason 48’ | Marcatori | 9’, 73’, 92’ Sabatino 48’ Rosucci |

| Arbitro: | Roberto Zucchini (Bologna) |

|                                                    |           |  |
| Rosucci 19’ Bonansea 46’ Sabatino 64’ Massussi 88’ | Marcatori |  |

| Arbitro: | Luca Angelucci (Foligno) |

|  |           |                                                                                    |
|  | Marcatori | 8’, 41’ Sabatino 13’, 19’ Tarenzi 35’, 58’ Bonansea 51’ Costi 54’, 68’ Alborghetti |

| Arbitro: | Davide Pederzolli (Trento) |

|                                                                     |           |  |
| Cernoia 9’, 20’ Sabatino 18’ Girelli 46’, 58’ Prost 71’ Tarenzi 74’ | Marcatori |  |

| Arbitro: | Daniele Alibrandi (Alessandria) |

|  |           |                                          |
|  | Marcatori | 2’, 31’ Sabatino 21’ Girelli 83’ Tarenzi |

| Arbitro: | Daniele Perenzoni (Rovereto) |

|                          |           |                                                   |
| Chinello 74’ Tombola 92’ | Marcatori | 34’ Sabatino 46’ Rosucci 54’ Girelli 79’ Bonansea |

| Arbitro: | Emanuele Spagnolo (Reggio nell'Emilia) |

|              |           |  |
| Bonansea 71’ | Marcatori |  |

| Arbitro: | Enrico Tugnoli (Ferrara) |

|             |           |                            |
| Zanetti 86’ | Marcatori | 39’ D'Adda 51’ Alborghetti |

| Arbitro: | Marco Ceolin (Treviso) |

|                                 |           |  |
| Tarenzi 13’ Sabatino 74’ (rig.) | Marcatori |  |

| Arbitro: | Giorgio Lazzaroni (Udine) |

|  |           |                |
|  | Marcatori | 19’, 54’ Costi |

| Arbitro: | Matteo Paggiola (Legnago) |

|                                      |           |  |
| Sabatino 39’ Rosucci 74’ Girelli 78’ | Marcatori |  |

| Arbitro: | Andrea Cattaneo (Civitavecchia) |

|             |           |                                       |
| Fuselli 16’ | Marcatori | 28’ Sabatino 30’ Cernoia 77’ Bonansea |

#### Girone di ritorno
| Arbitro: | Valerio Maranesi (Ciampino) |

|                   |           |                                                 |
| Pirone 49’ (rig.) | Marcatori | 17’ Girelli 62’ Sabatino 70’ Bonansea 90’ Costi |

| Arbitro: | Jacopo Fumagalli (Cremona) |

|                                   |           |  |
| Prost 4’ Girelli 24’ Sabatino 75’ | Marcatori |  |

| Arbitro: | Mattia Dal Pan (Belluno) |

|  |           |                   |
|  | Marcatori | 31’, 54’ Sabatino |

| Arbitro: | Elena Tambini (Como) |

|                               |           |                |
| Rosucci 10’ Sabatino 41’, 53’ | Marcatori | 70’ Gabbiadini |

| Arbitro: | Marco Stampatori (Macerata) |

|  |           |                                                |
|  | Marcatori | 13’ Sabatino 35’, 46’ Girelli 48’, 61’ Tarenzi |

| Arbitro: | Daniele Perenzoni (Rovereto) |

|                                                                        |           |  |
| Alborghetti 10’ Sabatino 18’, 42’, 85’ Costi 43’ Girelli 51’ Prost 55’ | Marcatori |  |

| Arbitro: | Alessio Clerico (Torino) |

|           |           |                                       |
| Merlo 13’ | Marcatori | 21’ Rosucci 49’ Costi 56’ Alborghetti |

| Arbitro: | Niccolò Panozzo (Castelfranco Veneto) |

|                               |           |  |
| Sabatino 29’, 87’ Girelli 72’ | Marcatori |  |

| Arbitro: | Paolo Bitonti (Bologna) |

|                                                  |           |          |
| Sabatino 1’ Cernoia 20’ Girelli 52’ Bonansea 86’ | Marcatori | 38’ Boni |

| Arbitro: | Matteo Gualtieri (Asti) |

|  |           |                                |
|  | Marcatori | 35’ Bonansea 58’, 77’ Sabatino |

| Arbitro: | Davide Pederzolli (Trento) |

|                                                                  |           |  |
| Cernoia 10’, 37’ Girelli 25’, 77’ Sabatino 48’, 80’ Massussi 89’ | Marcatori |  |

| Arbitro: | Federico Pragliola (Terni) |

|                       |           |                                                            |
| Salvatori Rinaldi 66’ | Marcatori | 9’ Rosucci 61’ Sabatino 84’, 89’ Girelli 92’ (rig.) Linari |

| Arbitro: | Enrico Maggio (Lodi) |

|                                                               |           |               |
| Rosucci 10’ Sabatino 12’, 73’ (rig.) Girelli 40’ Bonansea 75’ | Marcatori | 30’ Cavallini |

| Arbitro: | Claudio Petrella (Viterbo) |

|  |           |                                     |
|  | Marcatori | 50’ Sabatino 56’ Girelli 82’ D'Adda |

| Arbitro: | Michele Giordano (Novara) |

|                        |           |            |
| Rosucci 80’ Linari 91’ | Marcatori | 86’ Panico |

### Coppa Italia
| Erbusco 1º settembre 2013, ore 17:30 CEST Primo turno - andata                                    | Franciacorta | 0 – 6 referto                                                   | Brescia | Campo sportivo comunale, Campo 1 |
| \| \| \| \| \| \| Marcatori \| 9’ Sabatino 15’, 17’ Rosucci 40’ Prost 45’ Tarenzi 86’ Bonansea \| |              |                                                                 |         |                                  |
|                                                                                                   |              |                                                                 |         |                                  |
|                                                                                                   | Marcatori    | 9’ Sabatino 15’, 17’ Rosucci 40’ Prost 45’ Tarenzi 86’ Bonansea |         |                                  |

| Brescia 8 settembre 2013 Primo turno - ritorno                                                                                          | Brescia   | 8 – 0 referto | Franciacorta | Centro sp. Club Azzurri |
| \| \| \| \| \| Sabatino 10’ Bonansea 30’ Tarenzi 36’ Rosucci 58’ Massussi 63’, 80’ Alborghetti 74’ D'Adda 76’ (rig.) \| Marcatori \| \| |           |               |              |                         |
| |           |               |              |                         |
| Sabatino 10’ Bonansea 30’ Tarenzi 36’ Rosucci 58’ Massussi 63’, 80’ Alborghetti 74’ D'Adda 76’ (rig.)                                   | Marcatori |               |              |                         |

| Arbitro: | Paolo Fusi (Lecco) |

|            |           |  |
| Riboldi 8’ | Marcatori |  |

## Statistiche

### Statistiche di squadra
| Competizione | Punti | In casa | In casa | In casa | In casa | In casa | In casa | In trasferta | In trasferta | In trasferta | In trasferta | In trasferta | In trasferta | Totale | Totale | Totale | Totale | Totale | Totale | DR   |
| Competizione | Punti | G       | V       | N       | P       | Gf      | Gs      | G            | V            | N            | P            | Gf           | Gs           | G      | V      | N      | P      | Gf     | Gs     | DR   |
| ------------ | ----- | ------- | ------- | ------- | ------- | ------- | ------- | ------------ | ------------ | ------------ | ------------ | ------------ | ------------ | ------ | ------ | ------ | ------ | ------ | ------ | ---- |
| Serie A      | 87    | 15      | 14      | 0       | 1       | 55      | 9       | 15           | 15           | 0            | 0            | 57           | 8            | 30     | 29     | 0      | 1      | 112    | 17     | +95  |
| Coppa Italia | -     | 1       | 1       | 0       | 0       | 8       | 0       | 2            | 1            | 0            | 1            | 6            | 1            | 3      | 2      | 0      | 1      | 14     | 1      | +13  |
| Totale       | -     | 16      | 15      | 0       | 1       | 63      | 9       | 17           | 16           | 0            | 1            | 63           | 9            | 33     | 31     | 0      | 2      | 126    | 18     | +108 |

### Andamento in campionato
| Giornata  | 1 | 2 | 3 | 4 | 5 | 6 | 7 | 8 | 9 | 10 | 11 | 12 | 13 | 14 | 15 | 16 | 17 | 18 | 19 | 20 | 21 | 22 | 23 | 24 | 25 | 26 | 27 | 28 | 29 | 30 |
| --------- | - | - | - | - | - | - | - | - | - | -- | -- | -- | -- | -- | -- | -- | -- | -- | -- | -- | -- | -- | -- | -- | -- | -- | -- | -- | -- | -- |
| Luogo     | C | T | C | T | C | T | C | T | T | C  | T  | C  | T  | C  | T  | T  | C  | T  | C  | T  | C  | T  | C  | C  | T  | C  | T  | C  | T  | C  |
| Risultato | V | V | P | V | V | V | V | V | V | V  | V  | V  | V  | V  | V  | V  | V  | V  | V  | V  | V  | V  | V  | V  | V  | V  | V  | V  | V  | V  |
| Posizione | 1 | 1 | 3 | 3 | 3 |   |   |   | 2 |    | 3  | 3  | 3  | 3  | 2  | 1  | 1  | 1  | 1  | 1  | 1  | 1  | 1  | 1  | 1  | 1  | 1  | 1  | 1  | 1  |

Legenda:

Luogo: C = Casa; T = Trasferta. Risultato: V = Vittoria; N = Pareggio; P = Sconfitta.

### Statistiche delle giocatrici
| Giocatore            | Serie A  | Serie A | Serie A     | Serie A    | Coppa Italia | Coppa Italia | Coppa Italia | Coppa Italia | Totale   | Totale | Totale      | Totale     |
| Giocatore            | Presenze | Reti    | Ammonizioni | Espulsioni | Presenze     | Reti         | Ammonizioni  | Espulsioni   | Presenze | Reti   | Ammonizioni | Espulsioni |
| -------------------- | -------- | ------- | ----------- | ---------- | ------------ | ------------ | ------------ | ------------ | -------- | ------ | ----------- | ---------- |
| L. Alborghetti       | 29       | 6       | 0           | 0          | 3            | 1            | ?            | ?            | 32       | 7      | 0+          | 0+         |
| C. Baroni            | 0        | 0       | 0           | 0          | -            | -            | -            | -            | 0        | 0      | 0           | 0          |
| B. Bonansea          | 27       | 10      | 0           | 0          | 3            | 2            | ?            | ?            | 30       | 12     | 0+          | 0+         |
| C. Ceasar            | 14       | -6      | 0           | 0          | -            | -            | -            | -            | 14       | -6     | 0           | 0          |
| V. Cernoia           | 27       | 6       | 5           | 0          | 3            | 0            | ?            | ?            | 30       | 6      | 5+          | 0+         |
| F. Costi             | 28       | 6       | 3           | 0          | 1            | 0            | ?            | ?            | 29       | 6      | 3+          | 0+         |
| R. D'Adda            | 29       | 2       | 0           | 0          | 3            | 1            | ?            | ?            | 32       | 3      | 0+          | 0+         |
| C. Girelli           | 29       | 20      | 1           | 0          | 2            | 0            | ?            | ?            | 31       | 20     | 1+          | 0+         |
| E. Linari            | 29       | 2       | 3           | 0          | 3            | 0            | ?            | ?            | 32       | 2      | 3+          | 0+         |
| C. Marchitelli       | 17       | -11     | 0           | 1          | 3            | -1           | ?            | ?            | 20       | -12    | 0+          | 1+         |
| C. Massussi          | 3        | 2       | 0           | 0          | 2            | 2            | ?            | ?            | 5        | 4      | 0+          | 0+         |
| E. Mele              | 0        | 0       | 0           | 0          | -            | -            | -            | -            | 0        | 0      | 0           | 0          |
| G. Meleddu           | 0        | 0       | 0           | 0          | 0            | 0            | 0            | 0            | 0        | 0      | 0           | 0          |
| G. Nasuti            | 28       | 0       | 3           | 0          | 3            | 0            | ?            | ?            | 31       | 0      | 3+          | 0+         |
| V. Pedretti          | 5        | 0       | 0           | 0          | -            | -            | -            | -            | 5        | 0      | 0           | 0          |
| B. Piovani           | 0        | 0       | 0           | 0          | 0            | 0            | 0            | 0            | 0        | 0      | 0           | 0          |
| E. Prost             | 20       | 3       | 3           | 0          | 3            | 1            | ?            | ?            | 23       | 4      | 3+          | 0+         |
| M. Rosucci           | 27       | 12      | 6           | 0          | 3            | 3            | ?            | ?            | 30       | 15     | 6+          | 0+         |
| D. Sabatino          | 30       | 35      | 0           | 0          | 2            | 2            | ?            | ?            | 32       | 37     | 0+          | 0+         |
| S. Tarenzi           | 20       | 7       | 0           | 0          | 3            | 2            | ?            | ?            | 23       | 9      | 0+          | 0+         |
| N. Y. Welbeck-Maseko | -        | -       | -           | -          | 0            | 0            | 0            | 0            | 0        | 0      | 0           | 0          |
| G. Zanetti           | 0        | 0       | 0           | 0          | 1            | 0            | ?            | ?            | 1        | 0      | 0+          | 0+         |
| S. Zanoletti         | 21       | 0       | 1           | 0          | 0            | 0            | 0            | 0            | 21       | 0      | 1           | 0          |
| E. Zizioli           | 25       | 1       | 3           | 0          | 3            | 0            | ?            | ?            | 28       | 1      | 3+          | 0+         |